# Casetă audio

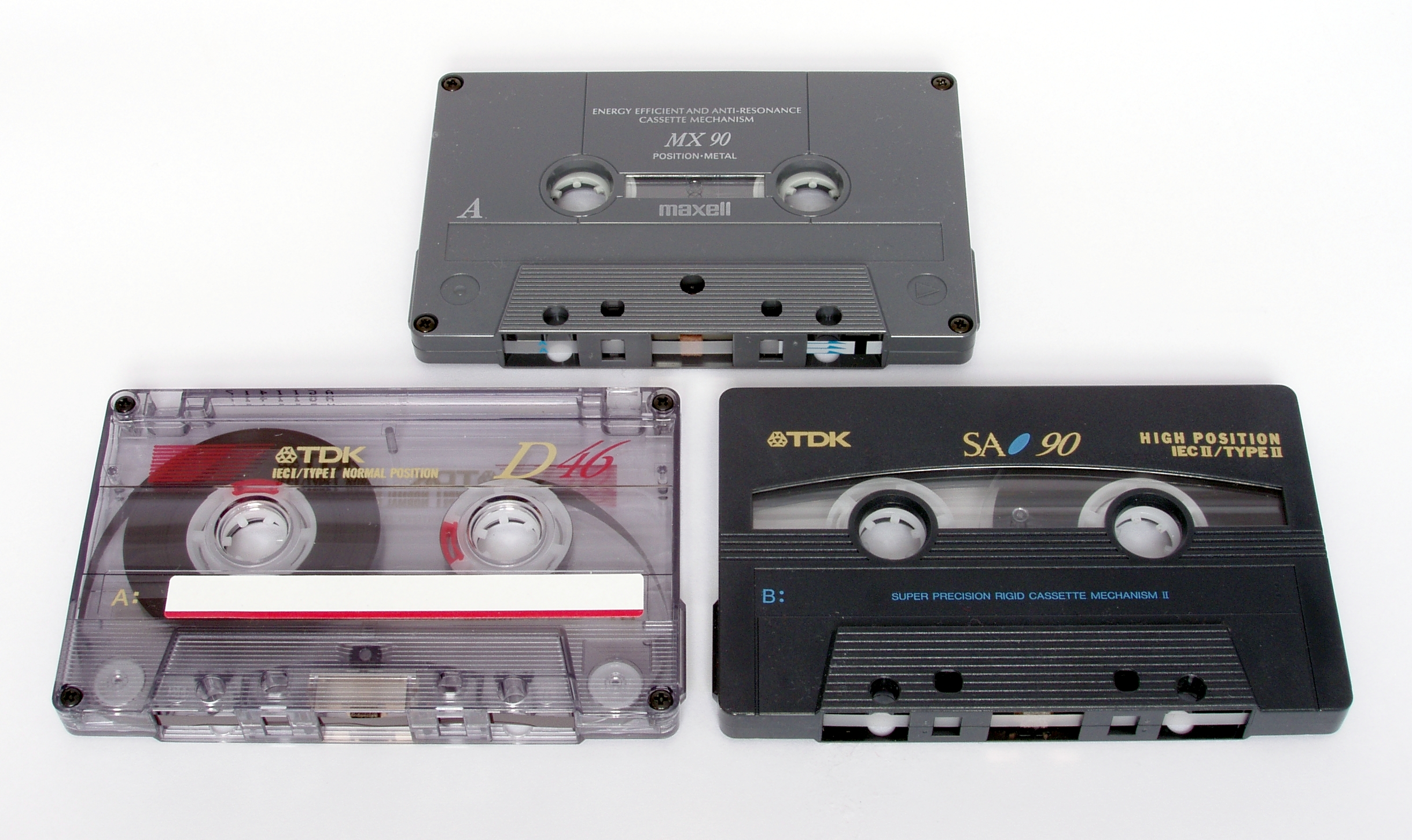
Diferite casete audio. sus: Maxell MX (Type IV), jos: TDK SA (Type II) și TDK D (Type I)

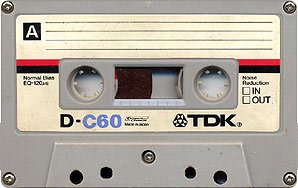
Casetă audio TDK D-C60

Caseta audio sau M.C. (din engleză de la Music Cassette; numită și Compact Cassette) este o cutie de plastic în care se află o bandă magnetică răsucită pe 2 bobine.
Era folosită pentru înregistrarea de informație audio în format analogic. Nu prea mai este folosită, locul ei fiind luat de CD.
Pentru folosirea (înregistrarea și redarea) casetelor audio este nevoie de un aparat electronic numit în general casetofon.
A fost inventată de Lodewijk Frederik Ottens, inginer din Țările de Jos, angajat la compania Philips, care a lansat caseta în 1963.